# Малый скунс
Малый скунс (лат. Spilogale gracilis) — хищное млекопитающее семейства скунсовых.

## Внешний вид
Небольшой зверёк, размерами 23—34,5 см хвост от 11 до 22 см. Белые полоски и отметины на шкурах индивидуальны. Редко встречаются особи с одинаковыми рисунками.

## Распространение
Обитает в лесистых местностях западной части США и западной Мексики.

## Образ жизни
Это ночное, преимущественно наземное животное обычно сооружает логово под землёй. Но он хорошо лазает по деревьям и иногда прячется на них. Питается грызунами, птицами, яйцами, насекомыми и плодами.

## Размножение
Потомство приносит на юге своего ареала в любое время года, а в северных областях — весной. Беременность длится 4 месяца. Рождает примерно 4—5 детёнышей.